# Kralj pije (Jordaens, Bruselj)
Kralj pije je slika Jacoba Jordaensa iz okoli leta 1640, sedaj v Kraljevih muzejih lepih umetnosti Belgije v Bruslju. Prikazuje kralja Dvanajste noči.
Jordaens je naslikal več različic te teme, vključno s sliko iz okoli leta 1640, ene od dveh v Kraljevem muzeju umetnosti v Bruslju. Epifanija se v Flandriji praznuje 6. januarja. To je praznovanje hrane, vina in veselja, ki ga delijo z družino. Ena oseba postane kralj za večer, kar Jordaens zamišljeno prikazuje kot najstarejšo osebo v sobi. Preostale njegove predmete določi on. Slika prikazuje, da čustva naraščajo, pri čemer imajo ljudje izjemno bučen izraz. Zdi se, da bo prišlo do prepira, ki bo kmalu izbruhnil, izraz moškega, ki bruha, pa se zdi preveč beden. Jordaens s to sliko izraža svojo nenaklonjenost do pijanosti z geslom, napisanim na vrhu, ki pomeni: »Nič ni videti bolj norec kot pijanec«.

## Druge različice
Jordaens je naredil tudi druge različice slike, saj obstaja veliko slik na to temo. V eni različici je na sliki prikazanih več kot 17 ljudi in vsi so tesno skupaj. V drugi različici so bližje ravnini slike in bolj razmaknjeni.
Kralj pije se lahko sklicuje na eno od desetih ohranjenih del z istim naslovom Jacoba Jordaensa:
- Kralj pije (Bruselj), ena od dveh v tem muzeju
- Fižolov kralj (Saint Peterburg), 160 x 213 cm, okoli 1638
- Arenberg
- Brunswick
- Kassel
- Chatsworth House
- Pariz (Louvre)
- Lille
- Valenciennes
- Praznik fižolovega kralja, Umetnostnozgodovinski muzej, Dunaj

## Galerija
- Pariz
- Dunaj
- Kassel
- Bruselj
- Kopija delavnice, Narodni muzej, Varšava
- Jeruzalem